# 綿繰り機

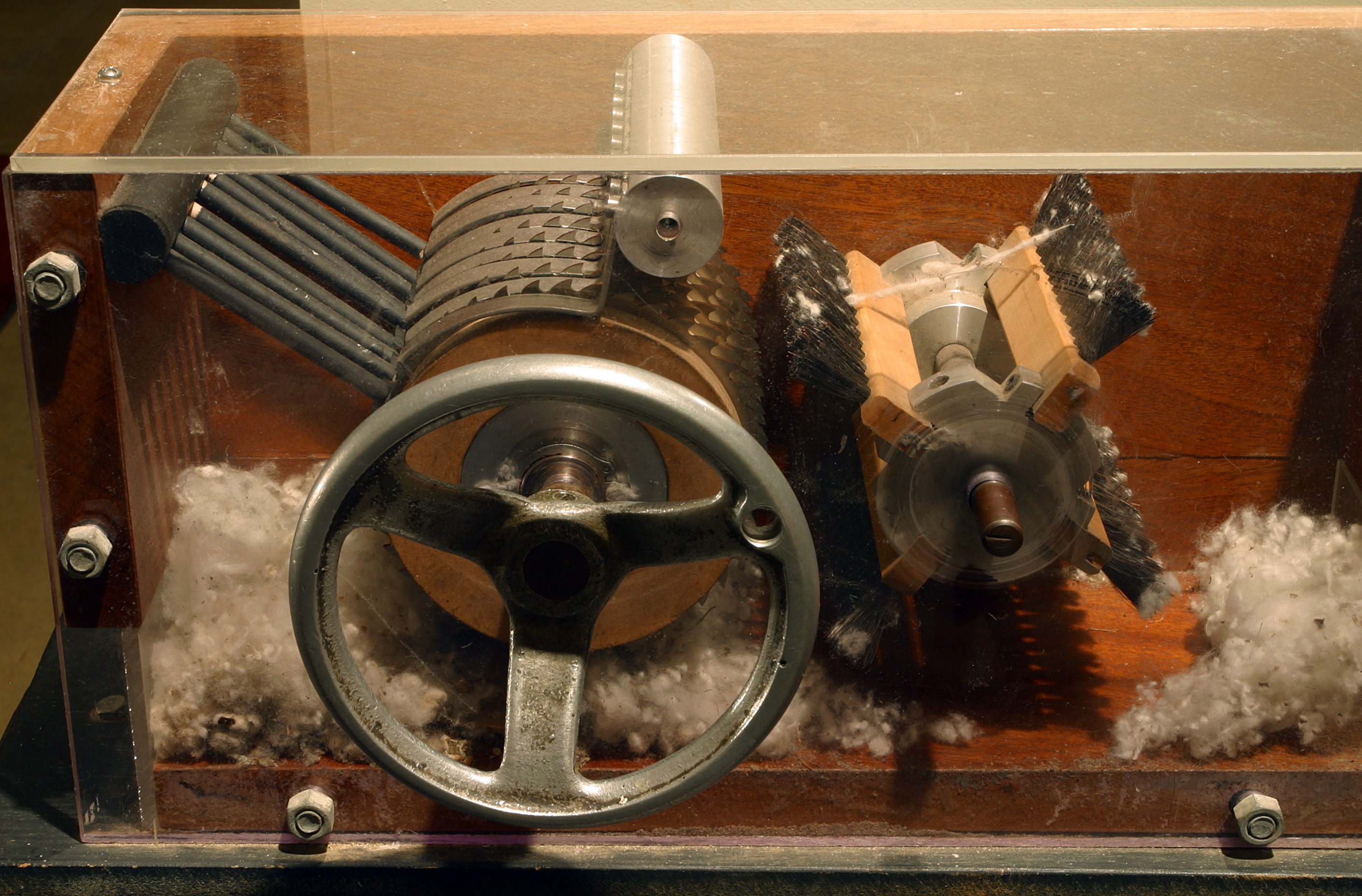
コネチカット州ハムデンのイーライ・ホイットニー・ミュージアムで展示されている19世紀の綿繰り機モデル

綿繰り機（わたくりき）は綿繊維を種子から速く簡単に分離する機械であり、手作業で綿を分離するよりもはるかに高い生産性を可能にするもの。繊維はその後様々な綿製品に加工され、ダメージのない綿は主に衣服のような織物に使われる。種子はさらに多くの綿を栽培するためか、綿実油を製造するために使用されることがある。
手持ちのローラー式のものは西暦500年よりインド亜大陸で使われており、その後他の地域でも使われた。Lakweteによると、16世紀ごろに発明されたインドのウォーム歯車ローラー綿繰り器は現在でも実質的には変わっていない。現代の機械的な綿繰り機は1793年にアメリカの発明家イーライ・ホイットニーにより作られ、1794年に特許を取得した。ホイットニーの綿繰り機はワイヤスクリーンと小さなワイヤフックを組み合わせたものを使って綿を引き抜き、ブラシが綿くずを連続的に取り除いて詰まりを防いだ。これはアメリカの綿花産業に革命をもたらしたが、綿花労働者の需要が急速に増加したことでアメリカ南部において奴隷制の成長が見られた。よってこの発明は南北戦争の発生に寄与した意図しない要因とされている。現在の自動化された綿繰り機は、複数の動力を持つ洗浄シリンダーとノコギリを使用し、手動のものよりもはるかに高い生産性を持つ。
イーライ・ホイットニーは1793年に綿繰り機を発明した。彼は仕事を探しジョージアに移った後にこのプロジェクトに取り組み始めた。農家が綿花栽培を儲かるようにする方法を模索していたことを聞かされ、Catharine Greeneという女性がホイットニーに最初の綿繰り機を作るための資金を提供した。ホイットニーは2つの綿繰り機、手回しの小さいものと馬力や水力で動く大きなものを作成した。綿繰り機のおかげで、生綿の生産量は1800年以降10年ごとに倍になっていった。

## 歴史

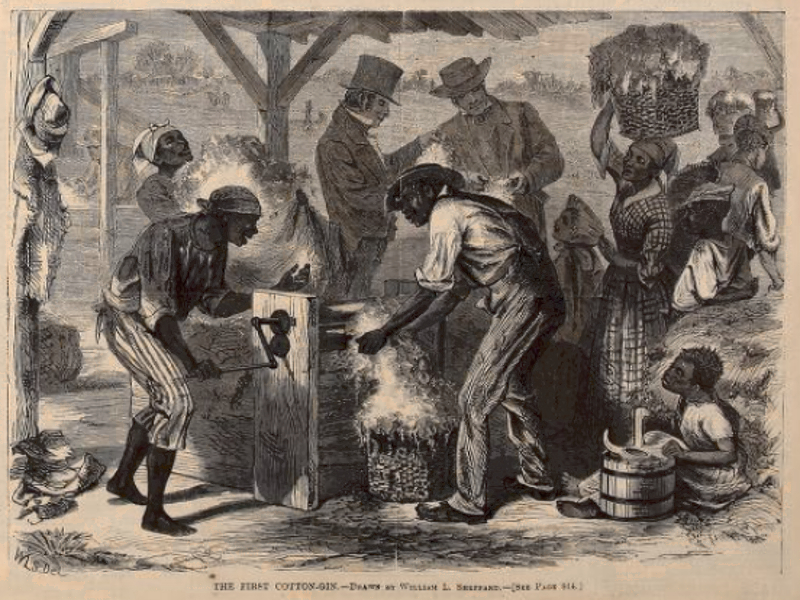
"The First Cotton Gin"1869年のハーパーズマガジンの彫版。イーライ・ホイットニーの発明前のローラー綿繰り機が描かれている。

インドのアジャンター石窟群で5世紀までに使われた単回しの綿繰り機の証拠が見つかっている。この綿繰り機は足で動かすものが登場し革新されるまでインドで使われていた。綿繰り機はインドでもっと技術的な「木製ウォーム動ローラー」であるチャルキーとして知られる機械的装置として発明された。この機械的装置はインドの一部の地域では水力により動かされていた。

### 目的
綿繊維は綿植物の種子のさやで作られ、さやの中の繊維は種子と強く織り絡まっている。繊維を使えるようにするには、最初に種子と繊維を分けなければならず、この作業は以前は手作業で行われており、綿の生産には分けるための労働時間が必要であった。簡単な種子を取り除く装置は多く発明されていたが、綿繰り機という技術革新が訪れるまで使用者が注意しなくてはならないことが多く、規模も小さかった。

### 初期の綿繰り機
最初期の綿繰り機は小さな印刷機ほどの大きさであり、鉄または木で作られた1つのローラーと平らな石材もしくは木材で作られた。このタイプの綿繰り機の証拠はアフリカ、アジア、北アメリカで見つかっている。同時代の学者による綿繰り機についての最初の証拠は、紀元5世紀に見つけることができ、西インドのアジャンター石窟群の単回しローラー綿繰り機を描いた仏教絵画の形で見られる。これらの初期の綿繰り機は使いにくく多くのスキルが必要であった。種を粉砕することなく綿から種を取り除くには、間隔の狭い単一ローラーが必要だった。その設計は穀物をひくのに使われた石皿の設計に似ていた。考古学者が綿繰り機の部品を他の道具と勘違いしている可能性があるため、綿繰り機の初期の歴史はあいまいである。
12世紀から14世紀の間に、二重ローラーの綿繰り機がインドと中国で登場した。インドの二重ローラー綿繰り機は16世紀まで、地中海の綿花貿易を通じて広まった。この機械的装置は一部の地域では水力により動いていた。

### ムガール・インド
13世紀から14世紀のデリー・スルターン朝の時代にインド亜大陸で発明されたウォームギヤローラーの綿繰り機は、16世紀ごろムガル帝国で使われ始め、インド亜大陸では現在に至るまで使われている。綿繰り機にクランクハンドルを組み入れるというもう1つの革新は、デリー・スルターン朝後期もしくはムガル帝国初期の時代に起こったものである。ウォームギヤやクランクハンドルをローラー綿繰り機に組み込んだことは、ムガル帝国時代のインドの綿繊維生産の大幅な拡大につながった。
半分機械半分工具であるインドの綿繰り機を使うことで1人の男性と1人の女性が1日に28ポンドの綿をきれいにすることができたと報告されている。フォーブスの修正版では1人の男性と1人の男の子で1日に250ポンド生産することができたとある。もし牛がこれらの機械16台に力を供給し、数人が牛に餌を与えたとすると、以前の750人分の仕事を生み出すことができた。

### アメリカ合衆国
churka や charkhaとして知られていたインドのローラー綿繰り機は、アメリカ南部で採用された18世紀半ばに、アメリカに導入されたことになる。この装置は長繊維綿をきれいにするために採用されたものだったが、ジョージア州などの州で一般的であった短繊維綿には適さなかった。Sインドの綿繰り機には1772年にKrebsが1788年にJoseph Eveがそれぞれ改良を行ったが、1793年にイーライ・ホイットニーが短繊維綿の綿繰り機を開発するまで、長繊維綿に用途が限られていた。

### ホイットニーの特許

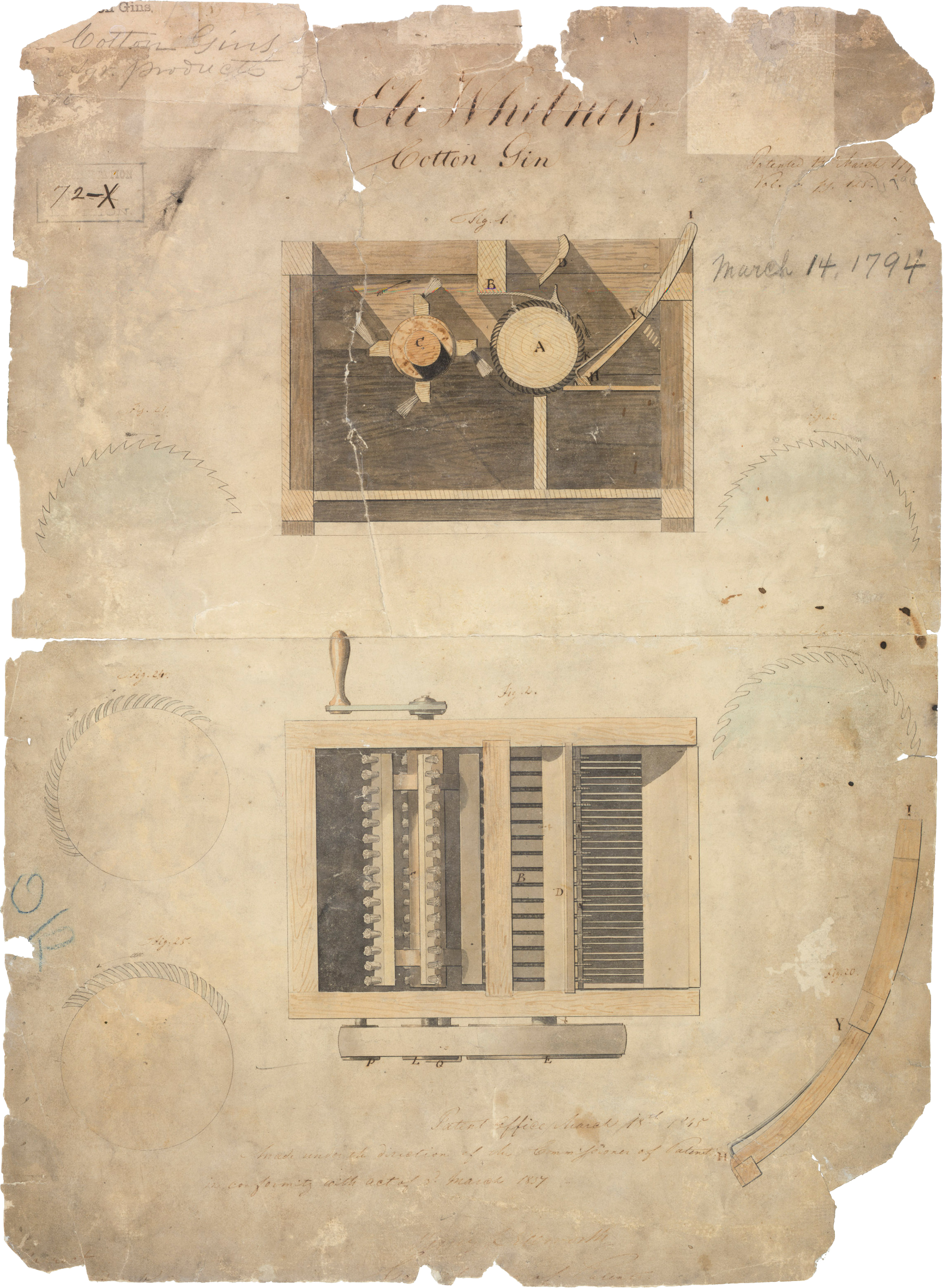
イーライ・ホイットニーの最初の綿繰り機の特許（1794年3月14日）

イーライ・ホイットニー（1765年 – 1825年）は1793年10月28日に綿繰り機の特許を申請した。この特許は1794年3月14日に付与されたが1807年まで有効にならなかった。ホイットニーのこの特許には特許番号72Xが割り当てられた。現代の綿繰り機とその構成部品が正確にホイットニーによるものであるかについては、多少の議論がある。綿繰り機を発明したホイットニーの一般的なイメージは1870年初期に書かれ、後に1910年にThe Library of Southern Literatureに収められて再版された記事に因る。この記事において執筆者は、Catharine Littlefield Greeneがホイットニーに種と綿を分けるのに役立つブラシ状の部品を使うことを提案したと主張している。今日まで、綿繰り機の発明におけるGreeneの役割は独立に検証されていない。
ホイットニーの綿繰り機は1日に50ポンド (23 kg) の綿くずをきれいにすることができた。細長い釘の列に囲まれた木製の円筒からなり、櫛状の格子の棒を通すことで綿くずを引っ張り出した。格子は密接して置かれ、種が通るのを防いだ。離れた綿はブラシで払いのけられ、機械が詰まるのを防いだ。
同時代の多くの発明者が短繊維綿を処理する設計開発を試み、Hodgen Holmes、Robert Watkins、William Longstreet、John Murrayは1796年までに綿繰り機の改良のための特許を発行されている。しかし、このことはホイットニーがノコギリ綿繰り機を発明しそれにより有名になったことを示している。ホイットニーは長年無許可のコピー商品を作った農園主に対する特許を強化しようと裁判で試み最終的に特許法が変更され彼の主張が法的に強まったが、そのとき特許が切れるまで1年間しか残っていなかったため、その考案したものから多額の金を稼ぐには遅すぎた。

### マッカーシーの綿繰り機
ホイットニーの綿繰り機は短繊維綿から種子を取り除くのを簡単にした一方、超長綿の繊維を傷つけてしまっていた。1840年、フォネス・マッカーシーはローラー綿繰り機である"Smooth Cylinder Cotton-gin"の特許を取得した。マッカーシーの綿繰り機は短繊維綿と超長綿に使うために販売されたが、特に長繊維綿を加工するのに便利であった。マッカーシーの特許が1861年に切れた後、このタイプの綿繰り機はイギリスで製造され世界中で販売された。マッカーシーの綿繰り機はフロリダ、ジョージア、サウスカロライナ州で栽培された超長綿の1つカイトウメンをきれいにするのに採用された。以前のものに比べ数倍速く綿をきれいにし、1頭の馬の力で150〜200ポンドの綿くずを生産できた。マッカーシーの綿繰り機は綿くずから種を取り除くために往復に動くナイフを用いた。往復運動による振動により綿繰り機の動くスピードは制限された。20世紀半ばに回転刃を用いた綿繰り機は往復刃を用いたものに置き換えられた。マッカーシーの綿繰り機の後継機はアメリカにおいて超長綿に対して使われている唯一の綿繰り機である。

### アメリカへの影響

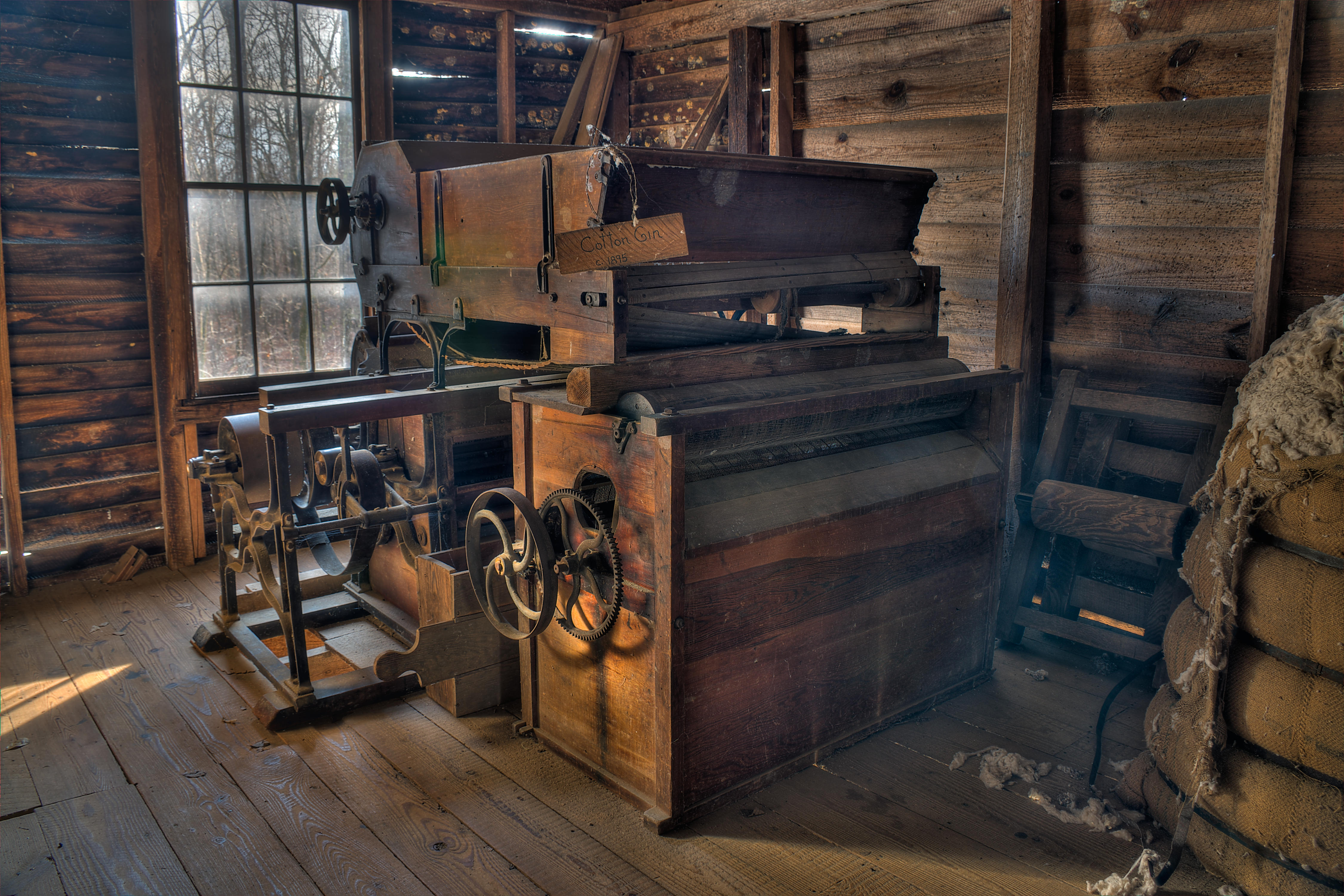
ジャレル・プランテーションの綿繰り機

綿繰り機の導入より前は、綿はきれいにし繊維を分離するのにかなりの労力を必要としていた。ホイットニーの綿繰り機を用いて綿は非常に有益なビジネスとなり、南北戦争以前の南部で多くの富を生み出した。ニューオーリンズ（ルイジアナ州）、モービル（アラバマ州）、チャールストン（サウスカロライナ州）、ガルベストン（テキサス州）などの都市は主要な積出港となり、南米全土で栽培された綿から多くの経済的利益を得た。加えて、綿の供給量が大幅に拡大したことで繊維機械の需要が高まり、木製部品を金属に置き換えた設計に改良された。これは19世紀初期の多くの工作機械の発明につながった。
綿繰り機の発明はアメリカ、特に南部での綿生産の大規模な成長をもたらした。綿の生産量は1830年の75万梱から1850年には285万梱に拡大した。結果として、南部はプランテーションと奴隷にさらに依存するようになり、プランテーション農業は経済の最大部門となった。1人の奴隷が1ポンドの繊維を種から分けるのに約10時間かかった一方、綿繰り機を用いた2,3人の奴隷のチームはわずか1日で約50ポンドの綿を生産することができた。奴隷の数は綿生産の増加に伴って増加し、1790年に約70万人だったのが、1850年には320万人になっていた。1860年までにアメリカ南部の黒人奴隷の労働力は世界の綿供給の3分の2、重要なイギリス市場では80%を提供していた。よって綿繰り機は「綿を作物として、アメリカ南部を世界初の農業的原動力に変容させた」

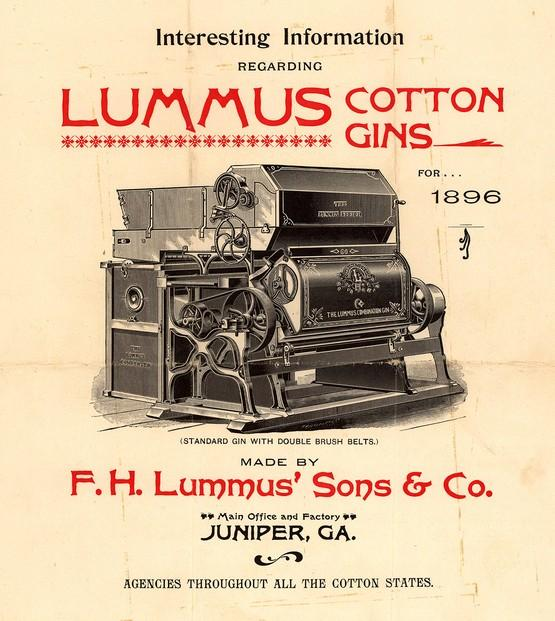
Lummus綿繰り機の広告（1896年）

アメリカの奴隷制度への意図しない影響と、南部の経済がプランテーションベースの農業の方向へ発展することを確実としたこと（北部など他の地域では繊維産業の発展を促した）により、綿繰り機の発明はしばしばアメリカ南北戦争の間接的な要因の1つに挙げられている。

## 現代の綿繰り機

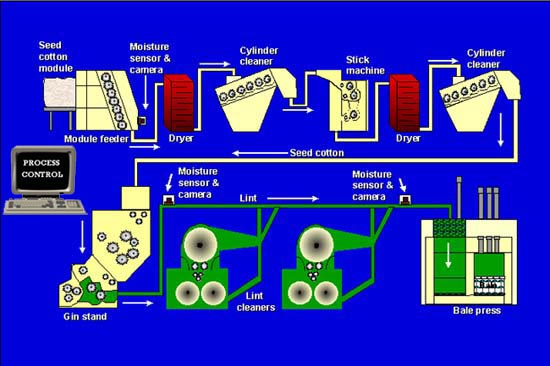
現代の綿繰り機プラントの図。生産の多くの段階を表示している

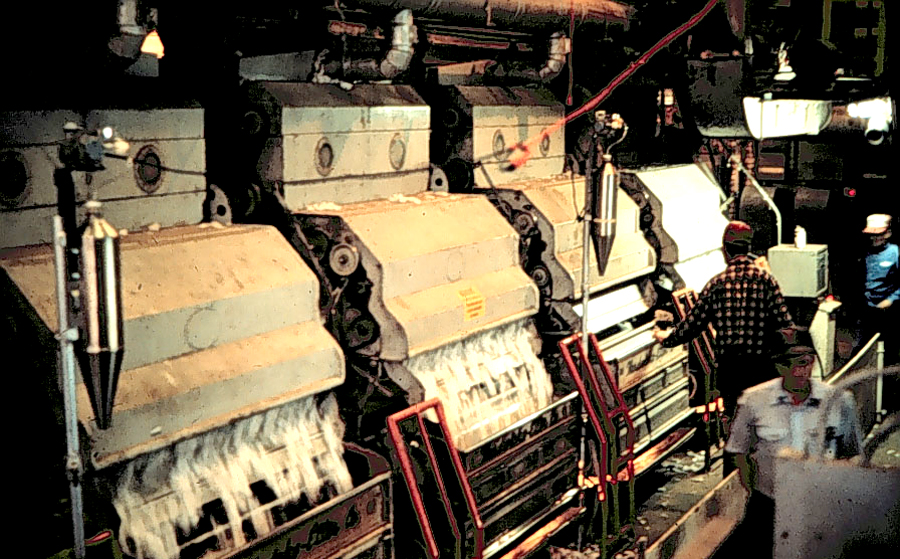
現代の綿繰り機

現代では、まず、綿花はトレイラーでそれぞれ10メートルトンまでの重さの圧縮された長方形の「モジュール」、もしくは綿摘み機によってロールベールラップサイロに似たモジュールの状態で、工場に届けられる。届けられた綿花は直径約16インチ (41 cm)のパイプを通って吸引され、綿花を揺らす。製品を綿繰り機に運ぶトレーラーの必要性は、モジュールの導入以来劇的に減少している。綿花がモジュールで出荷される場合、モジュールフィーダーが針の付いたローラーを使いモジュールを分割し、綿花から大きな異物を予め除去しているためである。モジュールフィーダーにより取り外された綿はトレーラーの綿花と同じ出発点に吸い込まれる。
綿は乾燥機に入り、余分な水分が取り除かれる。シリンダークリーナーは6,7個の回転する針の付いたシリンダーを使うことで綿の大きな塊を分解する。土や葉などの細かい異物は、取り除くための棒や仕切りを通過することで取り除かれる。スティックマシンは遠心力を利用して棒やバリなどの大きな異物を除去し、綿は高速に回転するソーシリンダーで保持される。
ジンスタンドは回転のこぎりの歯を用いて綿を引っ張り「ジニングリブ」の一連の流れに通す。ここではリブを通るには大きすぎる繊維を種から引っ張り出す。きれいにした種子はその後オーガーコンベヤ（螺旋形のコンベヤ）を通すことで綿繰り機から取り除かれる。種子は植えることで再利用されるか、製油工場に送られて綿実油や綿実かすに加工される。綿かすクリーナーは再びノコギリと格子棒を用い、このとき、未熟種子と残りの異物は全て繊維から取り除かれる。ベールプレスは保管や出荷のために綿を梱包材状に圧縮する。現代の綿繰り機は1時間当たり15トンの綿を処理することができる。
現代の綿繰り機は棒、葉、土、未熟なさや、綿実などの残留物を相当量作り出す。エタノールの製造にこの廃棄物を使用するための研究が現在行われている。処理中の化学組成の変動により、一貫したエタノールプロセスを作ることが困難だが、綿製造における廃棄物の利用をさらに最大限活用できる可能性がある。

## 関連書物
- Lakwete, Angela (2003). Inventing the Cotton Gin: Machine and Myth in Antebellum America. Baltimore: The Johns Hopkins University Press. ISBN 9780801873942